# Aleksandr Misoerkin
Aleksandr Aleksanderovitsj Misoerkin (Russisch: Александр Александрович Мисуркин) (Jersjitsji, 23 september 1977) is een Russisch ruimtevaarder. In 2013 verbleef hij 166 dagen aan boord van het Internationaal ruimtestation ISS.
In 2006 werd Misoerkin geselecteerd als astronaut en voltooide zijn training in 2009. Misurkin’s eerste ruimtevlucht was Sojoez TMA-08M en vond plaats op 28 maart 2013. Deze vlucht bracht de bemanningsleden naar het ISS. Hij maakte deel uit van de bemanning van ISS-Expeditie 35 en 36. Tijdens zijn missie maakte hij drie ruimtewandelingen.
In september 2017 nam Misoerkin deel aan zijn tweede ruimtevlucht Sojoez MS-06 voor ISS-Expeditie 53 en 54. Tijdens deze missie maakte hij zijn vierde ruimtewandeling. Samen met Anton Sjkaplerov maakte hij op 2 februari 2018 een ruimtewandeling van 8 uur en 13 minuten. Een nieuw record voor Rusland.